# Institut Herder de Marbourg
L'Institut Herder pour la recherche historique sur l'Europe-Centrale et Orientale - Institut de l'Association Leibniz (HI) à Marbourg est un centre international non universitaire de recherche historique sur l'Europe-Centrale et Orientale. L'institut est membre de la communauté scientifique Gottfried-Wilhelm-Leibniz. Il est fondé en 1950.
En plus des fonds de tiers, les travaux de l'institut sont principalement financés par la République fédérale d'Allemagne (le commissaire fédéral à la Culture et aux Médias), les États fédéraux et l'État de Hesse.

## Tâches
L'institut mène, organise et soutient des recherches historiques, artistiques et culturelles sur l'Estonie, la Lettonie, la Lituanie, la Pologne, la République tchèque et la Slovaquie ainsi que sur la région de Kaliningrad. L'accent est mis sur l'analyse des interrelations et des processus d'échange dans et avec l'Europe-Centrale et Orientale du Moyen Âge à nos jours, en mettant l'accent sur le réseau de relations avec la zone germanophone. Une autre préoccupation est la considération comparée de l'histoire de l'Europe-Centrale et Orientale et de ses régions voisines (surtout l'Autriche, la Hongrie, la Biélorussie et l'Ukraine) dans un contexte comparatif paneuropéen.
En tant qu'installation de l'infrastructure scientifique, l'institut fournit des médias et des matériaux pour la recherche historique sur l'Europe-Centrale et Orientale. Il possède l'une des bibliothèques de recherche les plus importantes au monde sur la région historique de l'Europe-Centrale-Orientale ainsi que de vastes collections scientifiques. Dans l'enseignement universitaire, l'institut coopère étroitement avec le pôle Europe de l'Est du Département d'histoire et d'études culturelles de l'Université Justus-Liebig de Gießen, du Centre pour l'Europe de l'Est de Gießen (GiZO) et du Centre international d'études supérieures pour l'étude de la culture (de) (GCSC), également avec le Département d'histoire et d'études culturelles de l'Université Philippe de Marbourg. Depuis 2006, la direction de l'Institut Herder est liée à une chaire d'histoire de l'Europe centrale et orientale à l'Université Justus-Liebig de Gießen, qui est nommée conjointement par l'institut et l'université.

## Départements

### Bibliothèque de recherche
La bibliothèque de l'institut rassemble des livres, des magazines, des journaux, des CD-ROM, des disques compacts, des DVD, des ressources électroniques, des vidéos, des disques vinyles et des partitions. Il offre l'un des fonds de bibliothèque les plus vastes et qualitativement les plus importants sur l'histoire, la culture et les études régionales de l'Europe-Centrale et Orientale. Dans la collection de « littérature grise » difficile à obtenir notamment, l'objectif est d'être le plus complet possible. Les fonds sont remarquables :
- Samizdat
- Partitions
- Collections spéciales
- Archives de journaux avec collection de journaux (journaux reliés et films en rouleau) et archives de coupures de presse (1952 à 1999, Europe centrale orientale et ex- RDA), complétées par une collection spéciale de l'entre-deux-guerres.

En outre, la bibliothèque est impliquée dans le développement de services spécialisés et d'information basés sur le Web, tels que la bibliothèque spécialisée virtuelle d'Europe de l'Est (ViFaOst) et exploite un système de recherche en ligne multilingue pour l'ensemble de la bibliothèque en coopération avec des institutions partenaires d'Allemagne, Pologne, République tchèque, Slovaquie, Hongrie et Lituanie Littérature académiquement pertinente sur l'histoire de l'Europe centrale orientale ("portail bibliographique").

### Collections scientifiques
Dans le département, l'institut collecte, archive et conserve des fonds précieux et pour la plupart uniques du patrimoine culturel d'Europe-Centrale et Orientale. Les collections se composent de trois domaines :
- Archives d'images avec des supports d'images de toutes sortes, en particulier sur la topographie et sur l'histoire de l'art et de la culture de l'Europe centrale orientale (XVIe-XXIe siècle)
- Collection cartographique avec cartes topographiques et thématiques, cartes anciennes et photographies aériennes verticales
- Collection de documents avec du matériel d'archives classique du XIIIe au XXIe siècle; plus grande archive sur l'histoire de la Baltique en Allemagne[4]

Outre le développement continu du contenu et la numérisation, la communication des collections à un public plus large sous forme de conférences, d'expositions, de publications imprimées et d'offres Web multimédias est l'une des tâches centrales du département. Les exemples les plus marquants sont la série Dehio – Handbuch der Kunstdenkmäler in Polen et l'Historisch-topographische Atlas schlesischer Städte publié à la fois sous forme imprimée et sous forme d'application interactive en ligne. La collection de documents de l'Institut Herder reçoit le prix des archives de Hesse en 2009.

### Infrastructures numériques de recherche et d'information
Le département "Infrastructures numériques de recherche et d'information" travaille à l'institut à l'interface entre la recherche et les infrastructures.
Les responsabilités du département comprennent :
- Supervision et développement de l'infrastructure informatique de l'Institut Herder
- Support informatique pour tous les plans de département et de projet
- Conseil et mise en place d'offres de qualification
- Développement et exploitation d'infrastructures de recherche numérique
- Intégration et extension des offres en ligne
- Regroupement des activités de l'institut dans les Humanités Numériques

Le département propose des offres de conseil et de qualification, coordonne des groupes de travail et est actif dans des projets de recherche, comme la gestion des données de recherche.

### Forum scientifique
Une préoccupation centrale de l'institut est d'offrir à la recherche historique d'Europe-Centrale et Orientale un forum de discussion international et de transmettre les résultats de la recherche à un public plus large. Diverses tâches transversales sont coordonnées au sein du département Forum scientifique :
- Projets conjoints financés par des tiers
- Promotion des jeunes, en particulier

- - Écoles d'été et conférences jeunesse
  - École doctorale Leibniz (École doctorale Leibniz "Histoire, savoir, médias en Europe centrale et orientale") avec un accent sur l'histoire, la connaissance, les médias en Europe centrale et orientale et les cultures transnationales du savoir

- Programme de bourses pour scientifiques
- Des événements tels que des conférences et des ateliers internationaux et interdisciplinaires

En outre, la propre maison d'édition Herder-Institut de l'institut est affectée au département. Celui-ci publie des études importantes et des éditions sources sur l'histoire de l'Europe-Centrale-Orientale en cinq séries ainsi que le Zeitschrift für Ostmitteleuropa-Forschung et publie Dokumente und Materialien zur ostmitteleuropäischen Geschichte pour l'enseignement universitaire.

## Histoire

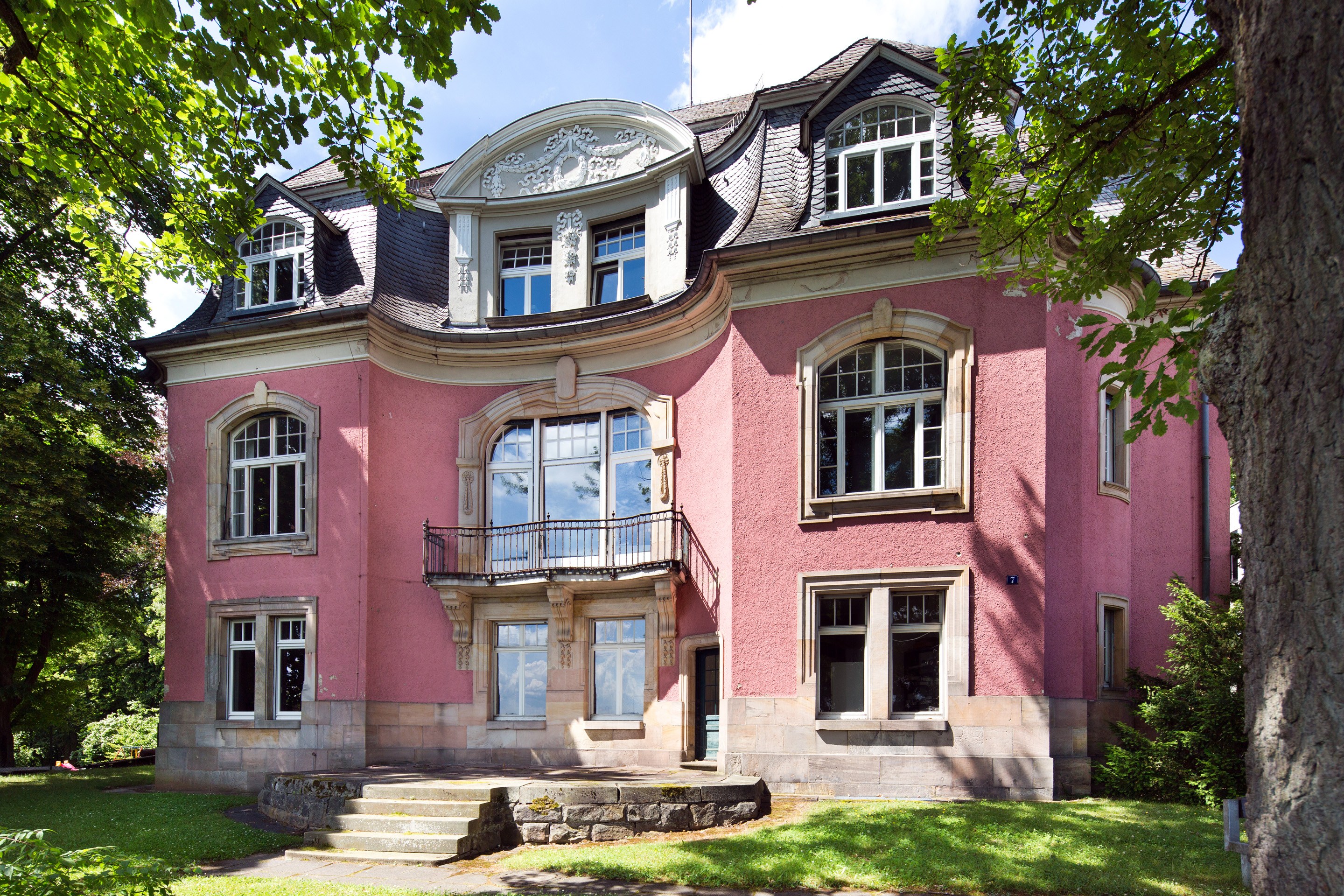
La Villa Hensel de 1906 abrite, entre autres, la direction de l'Institut Herder.

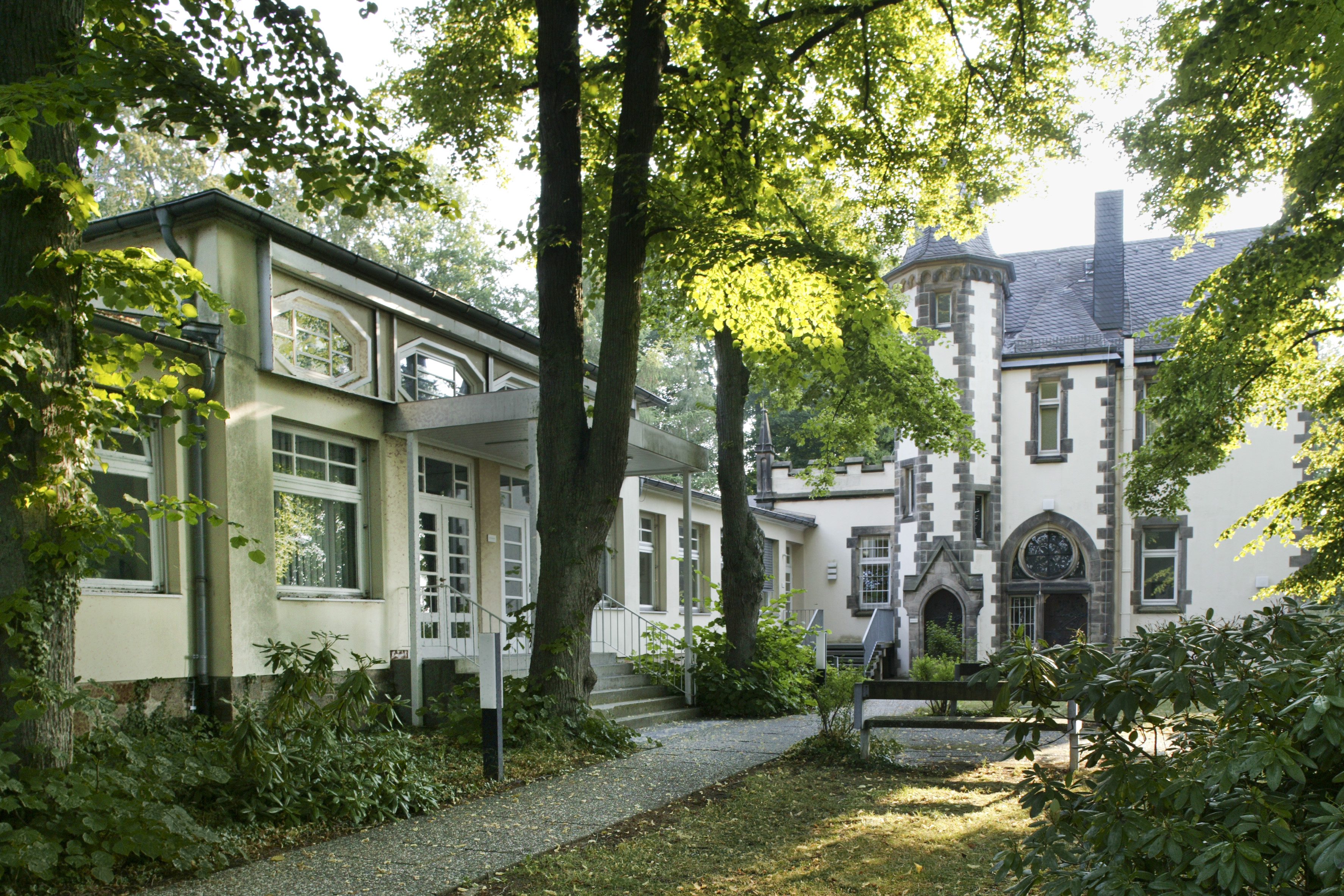
La maison d'édition de l'Institut Herder est maintenant basée dans la Villa Behring à partir de 1896 (à droite). L'extension de l'ancien café du palais de 1927 (à gauche) est utilisée pour les conférences et par l'administration de l'institut.

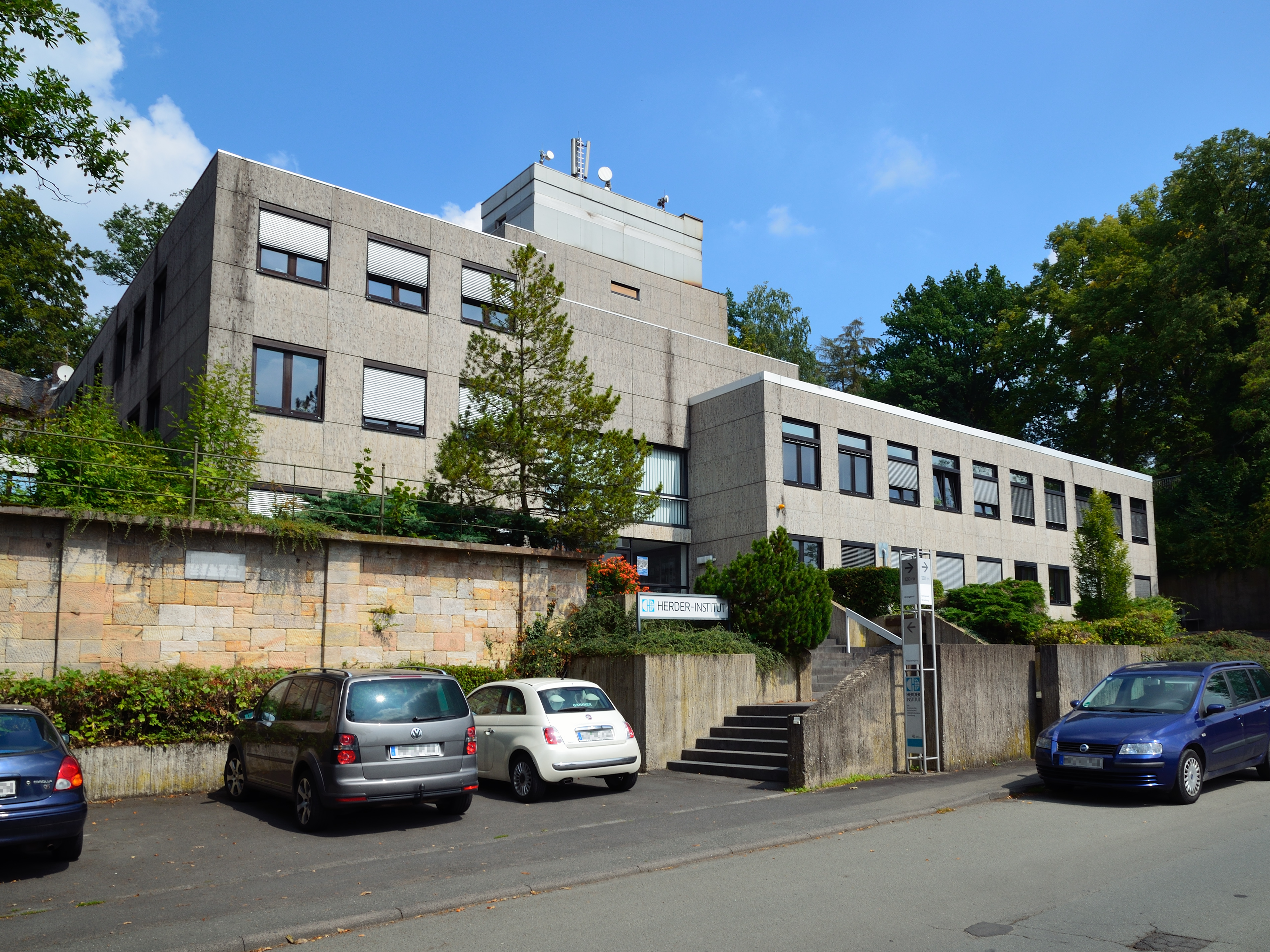
Depuis, le nouveau bâtiment, inauguré en 1973, abrite la bibliothèque et les collections de l'Institut Herder.

### Fondation
Le 29 avril 1950, l'institut est fondé par le Conseil de recherche Johann-Gottfried-Herder (de) sous le nom de "Institut Johann-Gottfried-Herder". Il s'agit d'un groupe de spécialistes des sciences humaines et sociales dont les racines biographiques et académiques se trouvent dans des régions à l'est de ce qui devient plus tard la frontière Oder-Neisse. Les commissions historiques des anciennes régions allemandes et des zones de peuplement d'Europe de l'Est, associées au Conseil de recherche Herder, sont également impliquées.
L'institut doit soutenir le Conseil de la recherche dans ses recherches sur ce qu'il appelle "les pays et les peuples de l'Europe-Centrale-Orientale", en mettant à disposition du matériel scientifique, en menant ses propres recherches et en éditant des publications ainsi que des outils pour les scientifiques. Dès 1951, l'Institut Herder créé une bibliothèque de recherche et a constitué des archives photographiques, une collection de cartes et de documents à partir de fonds d'origines diverses. Depuis 1952, une collection de presse unique en Europe de l'Ouest par son volume et sa taille est exploitée avec ses propres archives d'extraits
La ville universitaire de Marbourg est choisie comme siège de l'institut. L'institut trouve un domicile dans plusieurs bâtiments historiques sur Emil-von-Behring-Weg (aujourd'hui Gisonenweg) sur le Schlossberg, depuis 1952 dans la ville Hensel, la maison du professeur de mathématiques de Marbourg Kurt Hensel, et un un peu plus tard également dans la villa Behring, une des premières maisons de travail et de résidence d'Emil von Behring. Un nouveau bâtiment fonctionnel est érigé entre les deux bâtiments au début des années 1970, donnant à l'institut son aspect saisissant aujourd'hui.

### Institut Herder et "recherche sur l'Europe de l'Est"
Les biographies de la génération fondatrice et le cadre politique de la guerre froide et de l'anticommunisme des années 1950 et 1960 façonnent la première phase des travaux de l'institut. En termes de personnel et de contenu, cela est encore fortement attaché aux traditions de la recherche allemande sur l'Europe de l'Est de l'entre-deux-guerres et du national-socialisme. Les premiers présidents du Conseil de recherche Johann Gottfried Herder, Hermann Aubin (de), Eugen Lemberg (de) et Günther Grundmann, ainsi que les directeurs d'institut des premières années, Werner Essen et Erich Keyser (de), représentent cette période. Des sources importantes de l'Institut Herder, qui sont désormais d'une grande importance pour la recherche sur les études d'Europe de l'Est sous la République de Weimar et l'ère nazie, parviennent également à l'Institut Herder en raison de ces relations personnelles et du mandat de collecte qui en a résulté. De nombreux documents proviennent des centres de recherche orientale allemande avant 1945, par exemple du centre de publication de Berlin-Dahlem (de).
Les réglementations linguistiques dans les publications de l'Institut Herder au début sont fortement influencées par les idées culturelles traditionnelles centrées sur le peuple, souvent völkisch. La référence à l'homonyme Johann Gottfried Herder, dont la conception de la culture centrée sur la langue est d'une grande importance pour la genèse des mouvements nationaux en Europe du Centre-Est et de l'Est, doit légitimer cette orientation. L'approche historique folklorique existe depuis le début du XXe siècle. Il apparaît pour la première fois au XIXe siècle comme un défi méthodologiquement innovant à l'histoire traditionnelle des États et des empires, mais tombe rapidement dans le sillage des courants völkisch et antisémites en Allemagne et s'avère extrêmement compatible avec l'idéologie national-socaliste,. Les principes d'ordre et les systèmes de connaissance introduits à l'Institut Herder dans les années 1950 témoignent de cette orientation et de l'espoir encore présent à l'époque que les territoires orientaux perdus pourraient un jour être reconquis. L'accent est mis sur les réalisations culturelles et politiques de la population allemande dans les régions et les États de l'Europe-Centrale et Orientale. Le matériel source estenregistré et conservé selon les ordres territoriaux et les contextes d'avant-guerre.

### Bouleversement et réorientation
Un travail critique sur ces liens est effectué de manière sporadique depuis la fin des années 1960 dans le cadre de la nouvelle Ostpolitik, mais de manière systématique seulement depuis la fin des années 1990, lorsque l'histoire de la recherche allemande sur l'Est et les carrières d'après-guerre des chercheurs sur l'Est font l'objet de controverses au sein de la science historique allemande. Ainsi, certaines des publications parues traitent entre autres de l'histoire des débuts de l'Institut Herder,,.
Le changement de génération dans la recherche allemande sur l'Europe de l'Est et le changement du climat politique général depuis la fin des années 1960 ont un impact important sur l'institut. De nombreuses rencontres d'égal à égal avec les voisins d'Europe de l'Est sont initiées au sein de l'institut, et les relations scientifiques, notamment avec les milieux spécialisés polonais, sont massivement développées. Des chercheurs tels que l'historien marbourgeois de l'Europe de l'Est, Hans Lemberg (de), apportent des impulsions importantes, qui orientent de plus en plus les travaux de l'institut dans le sens d'une histoire de l'interdépendance de l'Europe-Centrale et Orientale à perspectives multiples. Le 1er janvier 1977, l'Institut Herder est inclus dans le financement conjoint de la recherche des gouvernements fédéral et des États conformément à l'article 91b de la Loi fondamentale ("Liste bleue") et est également membre de l'Association Leibniz, qui émerge de ces institutions de recherche, depuis 1997.
Les révolutions pacifiques en Europe-Centrale et Orientale de 1989 à 1991 et l'élargissement à l'Est de l'UE entraînent finalement une réorientation fondamentale du travail de l'Institut. Le libre échange des connaissances, la liberté de voyager et l'ouverture des archives dans les pays voisins rendent possibles de nouveaux types de coopération transfrontalière. Le retrait du Conseil de recherche Herder le 1er janvier 1994 et la création de l'association indépendante Institut Herder e.V. entraînent un changement fondamental dans la perception de soi et dans le développement des activités de l'institut. Elle entraîne une concentration du profil des tâches sur des questions historiques et une utilisation offensive des nouveaux médias. Aujourd'hui, l'Institut Herder est considéré comme une plaque tournante du réseautage scientifique entre l'Allemagne et l'Europe-Centrale et Orientale. En juillet 2014, la ville de Gdańsk décerne à l'Institut le titre d'ambassadeur honoraire pour ses "services à long terme au développement de la coopération et de l'amitié germano-polonaise".

### Directeurs
- Werner Essen (de), 1950-1951
- Erich Keyser (de), 1951-1959
- Hellmuth Weiss (de), 1959-1965
- Richard Breyer (de), 1966-1972
- Roderich Schmidt, 1972-1990
- Hugo Weczerka, 1990-1995
- Hans-Jürgen Karp (de), 1995
- Eduard Mühle (de), 1995-2005
- Winfried Irgang, 2005-2007
- Peter Haslinger (de), depuis 2007